# Jordan Gavaris
Jordan James Gavaris es un actor canadiense. Es conocido principalmente por su papel de Felix Dawkins en la serie de televisión Orphan Black.

## Biografía
Gavaris nació y se crio en Caledon, Ontario, Canadá. Su padre es un inmigrante griego que trabajó para la Junta Escolar del Distrito de Toronto antes de irse para desarrollar bienes raíces en Toronto. Su madre nació en Canadá y es de ascendencia del norte de Europa. Anteriormente tuvo una carrera en The Globe and Mail. Es el menor de tres hermanos.

## Carrera
Gavaris hizo su debut cinematográfico en la película independiente canadiense 45 R.P.M. junto a Michael Madsen, Kim Coates y Amanda Plummer. En 2010, Gavaris coprotagonizó la serie de acción en vivo de Cartoon Network, Unnatural History. También coprotagonizó el nuevo drama original Orphan Black para BBC America y Space de Canadá.
En 2010, Gavaris fue honrado por Playback, Panavision Canadá y el Salón de la Fama del Cine y la Televisión de Canadá al ser nombrado uno de los Diez mejores para ver de 2010. Los homenajeados anteriores incluyen a Nina Dobrev y Xavier Dolan.
En 2014 ganó un Canadian Screen Award como Mejor Actor de Reparto y también ganó un Constellation Award a la mejor interpretación en un episodio. El 18 de agosto de 2014, Gavaris fue anunciado como el ganador del premio EWwy 2014 al mejor actor de reparto en una serie dramática.
En 2016 apareció en un papel secundario en la película Sea of Trees, dirigida por Gus Van Sant y protagonizada por Matthew McConaughey y Ken Watanabe, y 2017 lo vio coprotagonizar con Lena Olin en la película de autor Maya Dardel. La película se estrenó en el Festival de Cine SXSW con críticas generalmente favorables.

## Vida personal
Gavaris ha estado saliendo con el actor y guionista Devon Graye desde septiembre de 2013.

## Filmografía
| Año  | Título          | Papel                | Notas |
| ---- | --------------- | -------------------- | ----- |
| 2008 | 45 R.P.M.       | Parry Tender         |       |
| 2013 | Curse of Chucky | U.S. Ex Delivery Guy |       |
| 2015 | Sea of Trees    | Eric                 |       |
| 2017 | Maya Dardel     | Kevin                |       |

| Año             | Título                        | Papel           | Notas |
| --------------- | ----------------------------- | --------------- | --- |
| 2008            | G2G: Got to Go!               | Barry           | Unknown episodes |
| 2009            | Degrassi: The Next Generation | Nathan          | 2 episodios |
| 2010            | Unnatural History             | Jasper Bartlett | Lead Role; 13 episodios |
| 2013–17         | Orphan Black                  | Felix Dawkins   | Canadian Screen Award a la mejor actuación de un actor de reparto destacado en un drama Programa o Serie (2014, 2015) Constellation Awards a la mejor actuación masculina en una serie de televisión de ciencia ficción de 2013 Episodio (2014) Entertainment Weekly#EWwy Award\|EWwy Award al mejor actor de reparto en una serie dramática (2014) |
| 2013            | Cracked                       | Grant Mackenzie | Episodio: "The Valley" |
| 2018            | Take Two                      | Mick English    | Papel secundario |
| 2019            | The Coop                      | Prince          | Papel principal |
| 2020            | Love in the Time of Corona    | Sean            | Papel secundario |
| 2022 - presente | The Lake                      | Justin Lovejoy  | Papel principal |
| 2023            | Orphan Black: Echoes          | Felix Dawkins   | Invitado - 2 episodios |